# اوله ریتر
اوله ریتر (انگلیسی: Ole Ritter؛ زادهٔ ۲۹ اوت ۱۹۴۱) دوچرخه‌سوار بازنشستهٔ اهل دانمارک است که عمدهٔ شهرتش به خاطر شکستن رکورد ساعت در سال ۱۹۶۸ است.
از باشگاه‌هایی که در آن بازی کرده می‌توان به تیم دوچرخه‌سواری بروکلین و تیم دوچرخه‌سواری بیانکی اشاره کرد.
ریتر در مسابقات کشوری و بین‌المللی در مجموع برندهٔ ۲ مدال نقره شده‌است.